# San Pellegrino (Reggio Emilia)
San Pellegrino (San Pelgrèin in dialetto reggiano, S. Peregrini in Suburbiis in latino), talvolta Villa San Pellegrino, è un quartiere prevalentemente residenziale della periferia sud di Reggio Emilia. È situato a 2 km dal centro storico della città, lungo l'asse viario che conduce verso la pedemontana reggiana e l'Appennino tosco-emiliano.
In base all'attuale suddivisione amministrativa e ecclesiastica della città di Reggio Emilia il territorio di San Pellegrino comprende una modesta area urbana posta a est del torrente Crostolo, con la chiesa parrocchiale al centro, che si sviluppa longitudinalmente. In un'accezione più ampia è uso diffuso intendere come San Pellegrino tutto l'agglomerato compreso fra porta Castello e le frazioni di Rivalta, Canali e Coviolo, secondo i confini che l'antica villa (frazione) aveva sino al secondo dopoguerra.
San Pellegrino ospita il ponte omonimo e la passeggiata settecentesca che collega la città alle locali delizie estensi.

## Geografia fisica
È situato in un ambito urbano di media pianura. Sino al secondo dopoguerra tutta la zona a sud della città, da Porta Castello alle frazioni di Coviolo, Rivalta, Canali e Fogliano era parte della villa di San Pellegrino. Dal territorio antico della frazione sono sorti diversi nuovi quartieri che a loro volta hanno generato nuove comunità, poli di aggregazione e parrocchie. A livello informale è solito identificare ancora oggi come zona di San Pellegrino in senso lato tutta la periferia meridionale della città situata sulle direttrici per Rivalta e Albinea.
Tuttavia la suddivisione ufficiale dell'amministrazione comunale cittadina individua in senso stretto come ambito territoriale di San Pellegrino l'attuale superficie della parrocchia che, dopo i numerosi stralci di territorio posti in essere nel XX secolo, si è ridotta a una striscia longitudinale di 1,72 km² posta fra il quartiere di Strada Alta e la frazione di Canali. Questo ambito territoriale confina a nord con: Strada Alta e Porta Castello esterna (S. Agostino esterna); a est con Rosta Nuova e Buco del Signore; a sud con Canali; a ovest con Buon Pastore, Crocetta, Belvedere e Baragalla.
Il principale corso d'acqua è il torrente Crostolo, elemento distintivo del paesaggio. A est è attraversato anche dal canale di Secchia, che segna il confine con Rosta Nuova.
L'altitudine varia da 60 a 77 m s.l.m.

## Storia

### Età antica
La località era già abitata nell'età del bronzo, come dimostrano i reperti ritrovati presso la necropoli terramaricola della Montata, situata prevalentemente sul lato orientale dell'attuale rotonda pedonale di piazza Luigi Cadorna, su viale Umberto I. Un nucleo abitato che rappresenta uno dei primi insediamenti nella zona di Reggio in epoca pre-romana. Lo stesso toponimo della località Montata sta ad indicare un piccolo dosso che probabilmente era situato al di sopra dell'area archeologica e che serviva anche per guadare il torrente Crostolo, il cui corso, sino al XVI secolo scorreva nei pressi dell'attuale viale Umberto I. In un luogo indeterminato sono state ritrovate tombe romane isolate ad inumazione e due bronzetti rappresentanti Iside e Mercurio. Fra i resti di murature di laterizi romani riscoperti negli anni '50 nelle adiacenze del cantiere dell'arcispedale Santa Maria Nuova anche le condotte di un acquedotto di età romana.

### Medioevo
Le prime notizie che riportano la presenza di un oratorio per il culto dedicato a Pellegrino delle Alpi risalgono all'anno 857. Un atto di quel periodo del vescovo di Reggio Sigifredo riportava che tale edificio religioso situato nei sobborghi della città apparteneva alla cattedrale di Reggio, condizione poi confermata in un successivo atto dell'890 dell'imperatore Lodovico II. Fa specie notare come fra la peregrinazione del santo e la dedicazione del primitivo fabbricato siano intercorsi circa due secoli, segno di un ricordo vivo e di una eventuale stanza nel luogo in cui sorse l'oratorio. Successivamente re Berengario conferma la presenza di questo luogo di culto con l'appellativo di chiesa, segno che probabilmente il fabbricato fu soggetto a un ampliamento. Un recapito delle Riformazioni risalente al 1586 fa risalire la fondazione della primitiva cappella all'anno 830. In quel documento l'allora amministratore dell'oratorio, tale chierico Alfonso Isacchi, chiede al Comune di Reggio una elargizione (poi concessa) per abbellire e ampliare l'edificio, descritto come piuttosto fatiscente e inadeguato. La medesima lettera riferisce che l'ultimo intervento architettonico significativo all'oratorio era stato realizzato nel 1332. 

### Età moderna
Un documento del 1588 informa che annesso alla chiesa di san Pellegrino era attivo un eremitaggio. Questo testimonia altresì che la chiesa non fu demolita durante la cosiddetta Tagliata del 1551, la grande opera urbanistica di abbattimento degli insediamenti posti a ridosso delle mura cittadine per motivi bellici ordinata dal duca d'Este Ercole II, dovuta alle mutate tattiche di guerra.
Sino al XVIII secolo la chiesa funzionò come edificio religioso per gli abitanti dei Borghi di Porta Castello sussidiario alla parrocchia di Santa Maria Maddalena, situata in città sul plateatico dell'attuale Piazza Fontanesi. Soppressa questa, il 26 ottobre 1769 il vescovo Castelvetri elevò San Pellegrino al rango di parrocchia annettendovi dal punto di vista pastorale tutto il territorio a sud della città un tempo appartenuto a Santa Maria Maddalena e la vicinia (o consorzio) della chiesa soppressa di San Raffaele. L'erezione ufficiale della parrocchia si concluse nel 1776. L'attuale chiesa fu realizzata dopo una quasi totale demolizione del precedente fabbricato nel 1782. Di lì a pochi anni, per mano del duca Ercole III d'Este, sarebbe stata realizzata la più grande trasformazione urbanistica della villa da secoli: lo stradone nuovo di San Pellegrino. L'obiettivo era quello di mettere in comunicazione la città al Palazzo Ducale di Rivalta. Fu così che nel 1788 fu affidato l'incarico di progettare questa nuova infrastruttura all'architetto ducale Lodovico Bolognini che l'anno successivo avrebbe realizzato il celebre ponte sul Crostolo, utilizzato ancora oggi e sopravvissuto agli ingenti danni dell'esercito tedesco in fuga durante la ritirata della Seconda guerra mondiale.

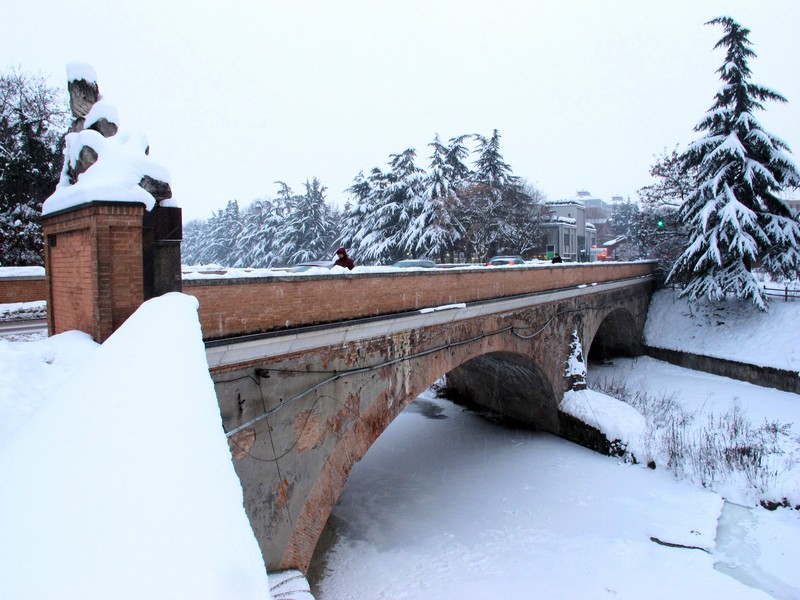
Ponte di San Pellegrino con la neve

Fra i rivolgimenti avvenuti fra gli ultimi anni del potere ducale e il periodo napoleonico il primo parroco di San Pellegrino don Domenico Bigliardi riporta nelle cronache parrocchiali di ribellioni a taglieggiamenti, balzelli e requisizioni da parte prima della camera ducale e successivamente delle truppe napoleoniche e, quindi, di quelle austriache da parte degli abitanti della villa. In questo periodo, nell'allora territorio di San Pellegrino, grazie all'editto di Saint Cloud furono eretti il cimitero suburbano cittadino, oggi monumentale, e il cimitero israelitico: a differenza delle altre ville del contado, infatti, San Pellegrino non ebbe mai un proprio cimitero bensì poteva avvalersi di quello della città, officiato fino agli anni '30 del '900 dal sacerdote titolare della parrocchia. 

### Età contemporanea

#### Dalla Restaurazione all'unità d'Italia
Di lì a poco, con la Restaurazione, sarebbe emersa anche in loco la carboneria e le idee patriottiche legate all'irredentismo italiano e al liberalismo: proprio nell'osteria di Baragalla, allora territorio di San Pellegrino, il primo martire del Risorgimento don Giuseppe Andreoli teneva le sue riunioni clandestine. In quegli anni tumultuosi, a cavallo dei moti del 1831, in una villa oggi abbattuta situata in via Antonio Cassoli, a San Pellegrino, la patriota risorgimentale Giuditta Bellerio Sidoli, moglie del possidente carbonaro di Montecchio Emilia Giovanni Sidoli e successivamente compagna nella vita privata e politica di Giuseppe Mazzini, teneva assemblee segrete con militanti mazziniani.
Nel periodo intercorso fra il Congresso di Vienna e l'Unità di Italia si ha notizia di diverse ribellioni della popolazione di San Pellegrino che, composta in maggioranza da braccianti e mezzadri, viveva in condizioni di sofferenza e di miseria. A non migliorare la vita della popolazione, inoltre, si era abbattuta sulla città la terribile epidemia di colera del 1855: proprio nella villa di San Pellegrino, in proprietà Spalletti, era localizzato un Lazzaretto per i casi sospetti e di convalescenza, giunto alle cronache per "problemi di disciplina interna e controllo dei costumi". L'ultima ribellione avvenne nel 1859 in concomitanza con la cessazione dello stato estense e la partenza del duca Francesco V d'Austria-Este per l'esilio di Vienna. 

#### Dalle società di mutuo soccorso al periodo fascista
Fra la fine dell'800 e i primi anni del '900 anche a San Pellegrino si diffusero gli ideali socialisti e proprio qui nacque una delle prime cooperative di consumo del Reggiano, la Società cooperativa Buona Armonia di Villa San Pellegrino probabile emanazione della locale società di mutuo soccorso ed esistente già nel 1884. Le cronache parrocchiali del tempo parlano di una forte divisione all'interno della comunità fra chi aveva aderito agli ideali socialisti e coloro che continuavano a far riferimento alla Chiesa cattolica. Lo scoppio della prima guerra mondiale vede addirittura partire per raggiungere il 15º reggimento Artiglieria di Campagna l'allora parroco don Ettore Spaggiari, che era già stato ufficiale dell'esercito durante il servizio di leva.
Gli anni fra le due guerre furono segnati da importanti trasformazioni urbanistiche e da un'intensa espansione edilizia della città, Già a partire dagli anni 1910 prese il via una dirompente espansione extra mœnia della città, in particolare fra porta Castello e Strada Alta, ossia viale Ettore Simonazzi, la strada per Scandiano. L'allora territorio di San Pellegrino arrivava a est fino all'attuale via Cialdini e via Terrachini e a ovest sino al lato sud di viale Magenta, confinando con i viali di circonvallazione e inglobando tutto il quartiere Gattaglio: nel 1936 arrivò così a superare i 10 000 abitanti e i duecento nati. In quel periodo le porzioni della villa prospicienti le antiche mura furono aggregate alle parrocchie urbane e venne realizzato il nuovo asse di viale Risorgimento, che collega tuttora la chiesa di San Pellegrino a porta San Pietro. In piena epoca fascista iniziarono a sorgere nuove strutture ospedaliere che avrebbero poi successivamente definito un'area di servizi sanitari ad alta specializzazione comprendente: il dispensario antitubercolare della previdenza sociale, l'ospedale pediatrico di profilassi infantile, l'ospedale sanatoriale Lazzaro Spallanzani e, dal 1965, l'arcispedale Santa Maria Nuova. A servizio degli abitanti di San Pellegrino furono realizzate la scuola elementare Matilde di Canossa, in viale Umberto I, e l'asilo infantile parrocchiale, inaugurato il 1º gennaio 1935 dopo 9 anni di raccolte fondi provenienti, oltre che dai fedeli, da un legato della marchesa Marianna Saporiti e con l'aiuto finanziario dell'amministrazione comunale e della Prefettura.

#### La Seconda guerra mondiale e la Resistenza
La Seconda guerra mondiale vide l'arrivo del nuovo parroco Angelo Cocconcelli, prete partigiano e fervido antifascista, che nel 1943 ospitò in canonica la prima riunione clandestina del CLN di Reggio Emilia. Durante il conflitto San Pellegrino non subì pesanti bombardamenti - ad eccezione del ponte sul torrente Crostolo riattato a guerra finita - bensì spezzonamenti, incursioni e requisizioni di case e dell'asilo infantile per opera dell'esercito tedesco. Don Cocconcelli fu più volte arrestato assieme ai suoi famigliari, allorché il 1º novembre 1944 decise, con il nome di battaglia "Cassiani", di affiancare le truppe resistenziali sull'Appennino Reggiano. Tornerà in città soltanto il 24 aprile 1945, giorno della Liberazione di Reggio, assistendo agli scontri fra le truppe tedesche in ritirata e le formazioni partigiane: fu proprio in questa circostanza che in località Ca' di Rocco, mezzo chilometro a sud della chiesa, persero la vita in combattimento i partigiani Bruno Bonicelli e Renzo Lazzaretti. In quegli stessi attimi in piazza Lepanto, fra la cooperativa di consumo di San Pellegrino e il ponte, cadde sotto colpi d'arma da fuoco la partigiana 25enne Maria Montanari "Mimma", inserviente nel vicino ospedale sanatoriale Lazzaro Spallanzani, occupato dai tedeschi. Prima di allora Mimma era riuscita non solo a raccogliere preziose informazioni ma anche a sottrarre medicinali per i partigiani.

#### Dalla Ricostruzione al XXI secolo
Il territorio di San Pellegrino usciva dal secondo conflitto mondiale e dalla guerra civile di Liberazione molto provato nonostante, rispetto ad altre aree della città, avesse subito danni meno ingenti. Fortunatamente la zona non rimase particolarmente colpita dai bombardamenti. Già da allora, infatti, la villa si stava prefigurando come una zona a vocazione residenziale e, in minima parte, agricola. 
Le industrie si contavano sulle dita di una mano e rappresentavano per lo più opifici per la trasformazione dei prodotti agricoli, anche se le prime industrie di San Pellegrino erano state la fornace collocata al Buon Pastore fra lo stradone (viale Umberto I) e la Stracchina (via Cecati) e la fonderia di campane dei fratelli Riatti, che erano anche intagliatori, liutai e organari, attiva sino al metà '800 alla Montata. Ancora sino al secondo dopoguerra era attivo un burrificio, sempre nei pressi della Montata, e la cantina Cucchi sul lato occidentale di viale Umberto I. Degna di nota era l'antica distilleria di Francesco Cocchi, celebre per la famosa anisetta, il "liquore reggiano", ancora attiva negli anni '70 del Novecento presso la borgata del ponte in piazza Lepanto e evoluzione di una antica osteria e distilleria risalente almeno al XV secolo. In loco erano presenti anche diverse officine metalmeccaniche, come la Imfa e la Cermi. Da segnalare il salumificio per le mortadelle Si.Se. di via Monte Ventasso, attivo sino agli albori del XXI secolo. 
Tuttavia, le scelte urbanistiche attuate dall'amministrazione pubblica conferivano per San Pellegrino la naturale espansione residenziale della città, relegando a nord della via Emilia gli snodi infrastrutturali e industriali e minori aree abitative. Fu così che, a partire dal 1946, dal territorio della villa di San Pellegrino, ormai prossima a diventare la "nuova" agglomerazione di Reggio, vennero scorporate diverse nuove parrocchie, attorno alle quali sorsero nuovi popolosi agglomerati urbani: Regina Pacis (1947), Migliolungo (1956), Rosta Nuova (1960), Crocetta (1963), Buco del Signore (1963), Nebbiara (con il nuovo appellativo di Belvedere, 1964, da cui poi fu stralciata Baragalla nel 1978) e Buon Pastore (1969). Inizialmente questi erano tutti piccoli borghi che facevano parte del vasto territorio di San Pellegrino, ad eccezione di Regina Pacis, il cui toponimo fu creato ex novo dal vescovo Beniamino Socche per aver maggiormente risparmiato quell'area, durante la guerra, da ingenti danni e lutti. 

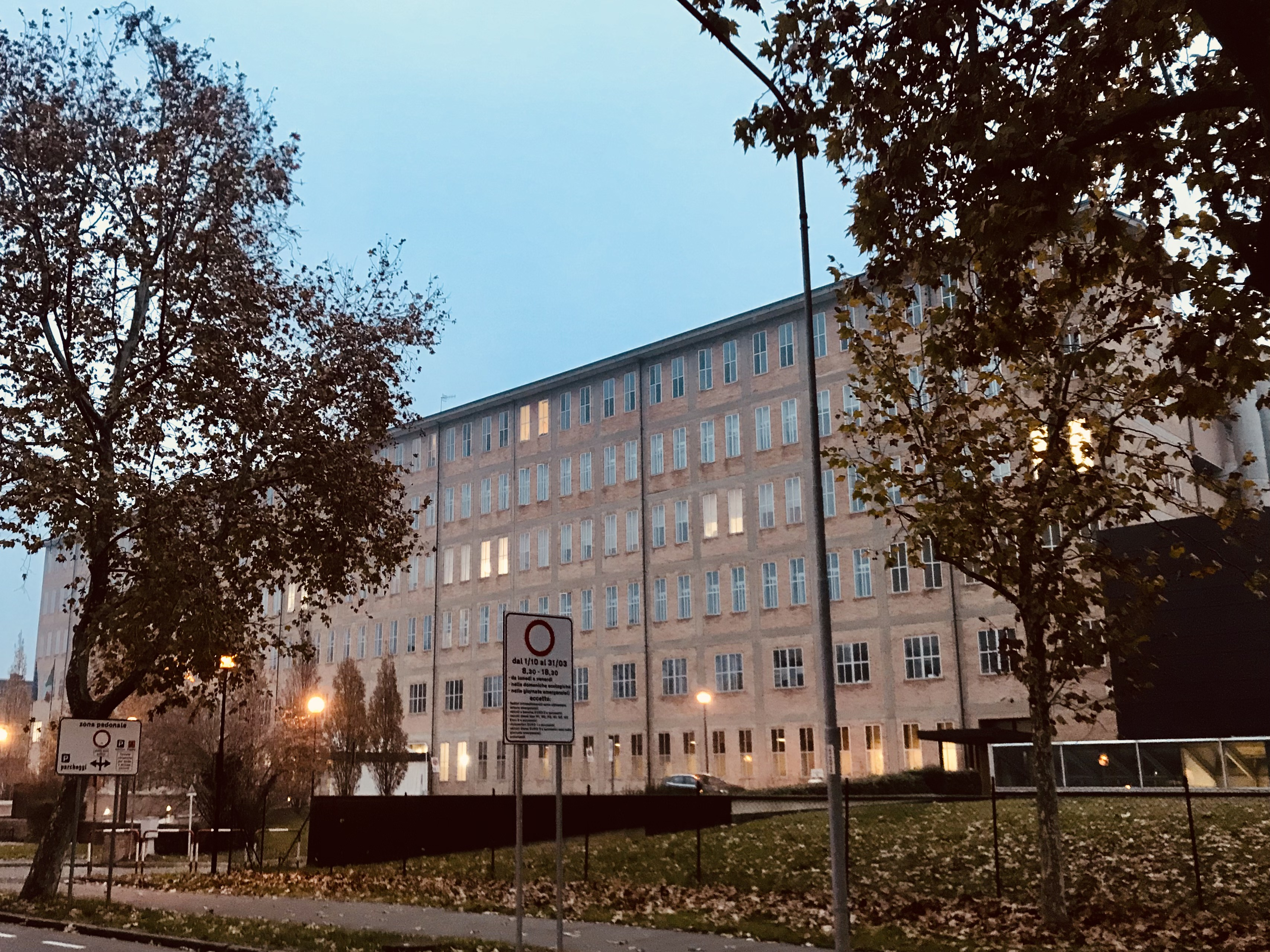
Arcispedale Santa Maria Nuova

Come ricordato la villa di San Pellegrino, già in epoca fascista, fu scelta per ospitare il nuovo polo ospedaliero. Già diversi padiglioni, ivi compreso l'ospedale sanatoriale Lazzaro Spallanzani, erano stati collocati a ridosso degli assi di viale Umberto I e viale Risorgimento, tuttavia il "trasloco" dell'ospedale Santa Maria Nuova fu l'operazione più complessa e annosa da realizzare. Al termine del conflitto, sopra un terreno già di proprietà dell'ospedale, per opera dell'industriale Alfredo Gallinari furono iniziati i lavori per la costruzione del nuovo plesso ospedaliero, progettato dall'architetto reggiano Enea Manfredini. La morte del mecenate, purtroppo, provocò l'interruzione dei lavori che ripresero soltanto verso il 1960 terminando con l'inaugurazione del nuovo arcispedale nel 1965. Di due anni più tardi è l'erezione della parrocchia ospedaliera di Santa Maria del Carmine, sicché ancor'oggi l'antica San Pellegrino si trova ad avere una superficie territoriale di circa 7 volte più piccola rispetto al periodo della sua massima espansione.
Come in altre località della provincia e della regione i principali poli aggregativi del dopoguerra riflettevano la divisione fra cattolici e laici che l'immediato dopoguerra e la divisione del mondo in due blocchi non aveva aiutato a sanare: da una parte la parrocchia, animata da don Angelo Cocconcelli, dall'altra le cooperative di consumo e gli annessi circoli comunisti e socialisti. Di circoli di matrice socialcomunista, a San Pellegrino, ne erano presenti in tutte le borgate, anche se i principali centri di ritrovo rimanevano quelli a ridosso del ponte e quello della Rosta Vecchia in via Passo Buole, dove oggi è ospitata la scuola dell'infanzia Pablo Neruda. Molto fiorente anche la vita culturale parrocchiale: furono realizzati l'attuale cinema-teatro Olimpia e nacque la compagnia teatrale di San Pellegrino, capeggiata dall'attrice Ennia Rocchi, figura di spicco del teatro dialettale reggiano dal dopoguerra agli albori del XXI secolo. Da Ennia Rocchi fu scoperta l'attrice teatrale Edmonda Aldini, anche lei di San Pellegrino, che aveva sviluppato la passione per la recitazione fin da ragazza partendo da Reggio alla volta dell'Accademia d'arte drammatica di Roma grazie a una borsa di studio nel 1948.
La divisione fra cattolici, socialisti e comunisti continuò a perdurare sino a tutti gli anni '80 con l'avvento del cosiddetto riflusso, caratterizzato nel cosiddetto disimpegno ideologico e dal ripiegamento di molti individui nella sfera privata. Fu però in questo periodo che sorsero due importanti luoghi della solidarietà e del sociale: il Ceis, luogo di riferimento nazionale per la cura delle tossicodipendenze e fra i primi a ospitare malati di Aids e immigrati, (1982) e la casa di riposo parrocchiale per anziani (1986), fortemente voluta da don Angelo e a lui intitolata. 
Alla crescita edilizia dell'area ospedaliera, ancora in corso nel primo ventennio del XXI secolo ha continuato, con qualche arresto, quella residenziale arrivata ormai a saturare tutto il perimetro dell'attuale quartiere ad eccezione degli ultimi lembi di zone agricola rimasti inalterati e situati lungo la strada per Canali (via Tassoni) in località Cavaliera. 
Negli anni '90 e 2000 San Pellegrino è stata al centro di una fervente vita culturale di area cattolico-democratica avente come fulcro la parrocchia, guidata dal 1996 da don Giuseppe Dossetti junior, nipote del costituente Giuseppe Dossetti e presidente del Ceis di Reggio Emilia. In questa realtà è cresciuto e si è formato Graziano Delrio, medico endocrinologo già sindaco di Reggio Emilia dal 2004 al 2014, sottosegretario alla Presidenza del Consiglio e ministro delle infrastrutture e dei trasporti: storico abitante del rione della Rosta Vecchia, Delrio è stato anche calciatore dilettantistico nelle squadre locali con risultati di rilievo.
San Pellegrino è attualmente fulcro di Ducato Estense, un progetto turistico e culturale promosso dal Ministero della cultura, che porterà nuovo splendore a numerosi edifici e luoghi destinati alla fruizione pubblica e legati alla famiglia d'Este, fra cui la storica passeggiata dello stradone (viale Umberto I e ponte ducale).

## Monumenti e luoghi d'interesse
Il quartiere presenta complessi edilizi storici di notevole valore tipologico e testimoniale in stile barocco e neoclassico legati all'architettura religiosa e alle dimore signorili di campagna, che sino alla metà del XX secolo caratterizzava il paesaggio circostante. Non mancano esempi di architettura neoeclettica e razionalista risalenti al periodo fascista e al secondo dopoguerra, principalmente legata agli edifici scolastici e ospedalieri. Sono presenti anche testimonianze significative dell'architettura moderna e contemporanea. L'ambito è caratterizzato anche da strutture architettoniche storiche che includono giardini pubblici e privati di rilevante interesse storico e posti sotto tutela, fra cui la passeggiata estense dello stradone di San Pellegrino (viale Umberto I) e l'attiguo ponte. In loco sono presenti due importanti aree archeologiche, fra cui la necropoli terramaricola della Montata, situata nel sottosuolo di piazza Luigi Cadorna e adiacenze.

### Architetture religiose
Le principali architetture ecclesiastiche riguardano la chiesa parrocchiale e alcuni oratori privati, tutti di impronta barocca e neoclassica ad eccezione della chiesa dell'arcispedale Santa Maria nuova, opera di architettura contemporanea dell'architetto Enea Manfredini. Nel periodo di massima espansione territoriale la parrocchia di San Pellegrino contava ben 19 oratori, oltre alla chiesa titolare. 
- Chiesa parrocchiale di San Pellegrino (1782), via Alessandro Tassoni/piazza Quarnaro
- Chiesa parrocchiale di Santa Maria del Carmine, presso l'arcispedale Santa Maria Nuova, viale Risorgimento
- Oratorio privato della Circoncisione di Gesù/Visita dei Magi (1642), via Alessandro Tassoni (Podere del Pozzo, già Casino Cagnoli)
- Oratorio privato di Sant'Antonio da Padova (XVIII secolo), via Francesco De Sanctis (Casino Menozzi)
- Oratorio privato della Madonna della Ghiara (XVII secolo), via Benedetto Croce (Villa Vallisneri-Ferrari)
- Oratorio privato della Visitazione di Maria (XVII secolo), via Passo Buole (Casino Cocconcelli)

### Architetture civili
Le architetture principali spaziano dalle dimore rinascimentali alle ville padronali neoclassiche del periodo settecentesco per arrivare alle architetture eclettiche e razionaliste della prima metà del Novecento a quelle contemporanee della fine del XX secolo.
- Casinazzo (secolo XVI)[10], viale Umberto I
- Casa Menozzi (secolo XVIII)[10], via Francesco De Sanctis
- Podere di Pozzo (secolo XVII)[22], via Alessandro Tassoni
- Villa Vallisneri Ferrari-Casa Bonini (secoli XVII-XVIII)[23], via Benedetto Croce
- Villa Mattei (secolo XVIII) con torretta a colombaia (secolo XVI-XVII)[24], via Benedetto Croce
- Asilo infantile San Pellegrino (Prospero Sorgato, 1935), via Alessandro Tassoni
- Ospedale sanatoriale Lazzaro Spallanzani (1935-1940)[25], viale Umberto I
- Arcispedale Santa Maria Nuova (Enea Manfredini, 1945-1965)[26], viale Risorgimento
- Biblioteca e museo dell'Arcispedale Santa Maria Nuova[27], viale A. Murri
- Le Case a Volta (Studio Arcanto, 1979)[28], via Passo Buole

### Siti archeologici
Il quartiere conta diverse aree archeologiche. Le più importanti sono la necropoli terramaricola della Montata e l'acquedotto romano situato nell'area retrostante l'arcispedale Santa Maria Nuova, a ovest di via Passo Buole.
- Necropoli della Montata (età del Bronzo)[29], piazza Luigi Cadorna-viale Umberto I (lato est)
- Casa Menozzi, reperti del periodo paleolitico, neo-eneolitico e romano, viazza del Pozzo (ora via F. De Sanctis)
- Acquedotto romano[30], area ospedaliera, via Passo Buole-viale Risorgimento

### Aree naturali
Le aree verdi di San Pellegrino comprendono due importanti giardini monumentali (la Passeggiata Estense e il giardino dell'ospedale Spallanzani) e diversi parchi di rilievo, fra cui il parco fluviale del Crostolo e il parco privato ad uso pubblico del Ceis, intitolato al vescovo Gilberto Baroni.

#### Giardini
- Giardini della Passeggiata Estense, viale Umberto I
- Giardini dell'ospedale Spallanzani, viale Umberto I-viale Risorgimento
- Giardino privato Podere del Pozzo[31], via Alessandro Tassoni

#### Parchi pubblici
- Parco Gilberto Baroni (CEIS), via Antonio Urceo detto Codro
- Parco Vittime Innocenti di tutte le mafie - 21 marzo[32], via Antonio Lustrini
- Parco Bernardino Telesio[33], via Bernardino Telesio
- Passeggiata del Crostolo[34], via Francesco De Sanctis
- Parkway, viale Osvaldo Salvarani (SP 114 Tangenziale sud-est)

## Società
Dopo essere cresciuta parecchio negli anni 2000 la popolazione di San Pellegrino si è stabilizzata crescendo soltanto dell'1% fra il 2014 e il 2019, portandosi a quasi 3 700 abitanti. L’indice di vecchiaia è maggiore rispetto alla media comunale (207 contro 130) e il tasso di natalità è più basso (6,8 contro 8). Il numero di componenti medi per famiglia è leggermente superiore al dato generale del comune (2,2 contro 2,1). 
Gli stranieri sono l'11,8% (rispetto al 16,8% complessivo di tutto il comune) e arrivano per la maggior parte da Albania, Ucraina, Romania, Moldavia e Georgia.

### Tradizione e folclore
Le principali kermesse storiche di San Pellegrino sono due e fanno leva sulle principali sagre della villa:
- Sagra di San Pellegrino, 1º agosto
- Sagra della Madonna del Rosario di San Pellegrino e Buon Pastore (luna park in viale Umberto I), 1ª settimana di ottobre

### Enti e associazioni
Sono presenti associazioni e organizzazione prevalentemente culturali e educative e attive nel volontariato sociale.
- Associazione culturale Sgrintèla[35], via Jean-Jacques Rousseau
- Associazione Galline Volanti[36], via Benedetto Croce
- Circolo di fotografia REfoto[37], viale Umberto I
- Circolo ACLI San Pellegrino, via Alessandro Tassoni
- Cooperativa sociale Koinè, via Antonio Urceo detto Codro
- Associazione PerDiQua[38], via Stanislao Cannizzaro
- AVO Associazione provinciale e regionale volontari ospedalieri[39], viale Risorgimento (c/o Arcispedale)
- Associazione Il Giorno dopo[40], viale Risorgimento (c/o Arcisdpedale)

## Cultura
Nell'attuale territorio di San Pellegrino, che coincide sostanzialmente con i limiti della parrocchia, non sono presenti scuole primarie, anche se fino agli anni 1980 era presente una scuola elementare nel plesso scolastico che ospita il nido-scuola parrocchiale. Tuttavia, costituendo un unico agglomerato urbano con i quartieri circostanti, San Pellegrino conta diverse scuole dell'obbligo a margine dei limiti di quartiere. La scuola primaria statale più vicina è la Matilde di Canossa, al cui bacino scolastico la maggior parte di San Pellegrino appartiene. La scuola media statale di riferimento, come bacino scolastico, è invece l'Amedeo d'Aosta, di via Cecati, sul lato opposto del cimitero monumentale. Le scuole dell'infanzia presenti nel perimetro dell'ambito odierno sono la parrocchiale e la comunale Neruda.
I principali poli di riferimento culturali sono il cinema Olimpia, che ospita rassegne tematiche e proiezioni in lingua originale, e la biblioteca ospedaliera situata all'interno del cosiddetto Casinazzo di viale Umberto I. A discapito del nome la biblioteca decentrata comunale San Pellegrino "Marco Gerra", pur limitrofa al quartiere, non è situata all'interno degli attuali confini di San Pellegrino bensì fra i quartieri Crocetta e Belvedere a testimonianza del fatto che per la popolazione di Reggio Emilia è ancora oggi uso considerare come San Pellegrino tutta la zona urbana situata fra il centro storico (Porta Castello) e l'antica osteria della Baragalla, verso Rivalta.

### Infanzia
- Scuola dell'infanzia parrocchiale e nido primavera San Pellegrino[44][45][46][47], via Alessandro Tassoni
- Scuola dell'infanzia comunale Pablo Neruda[48], via Passo BuoleCinema Olimpia Reggio Emilia

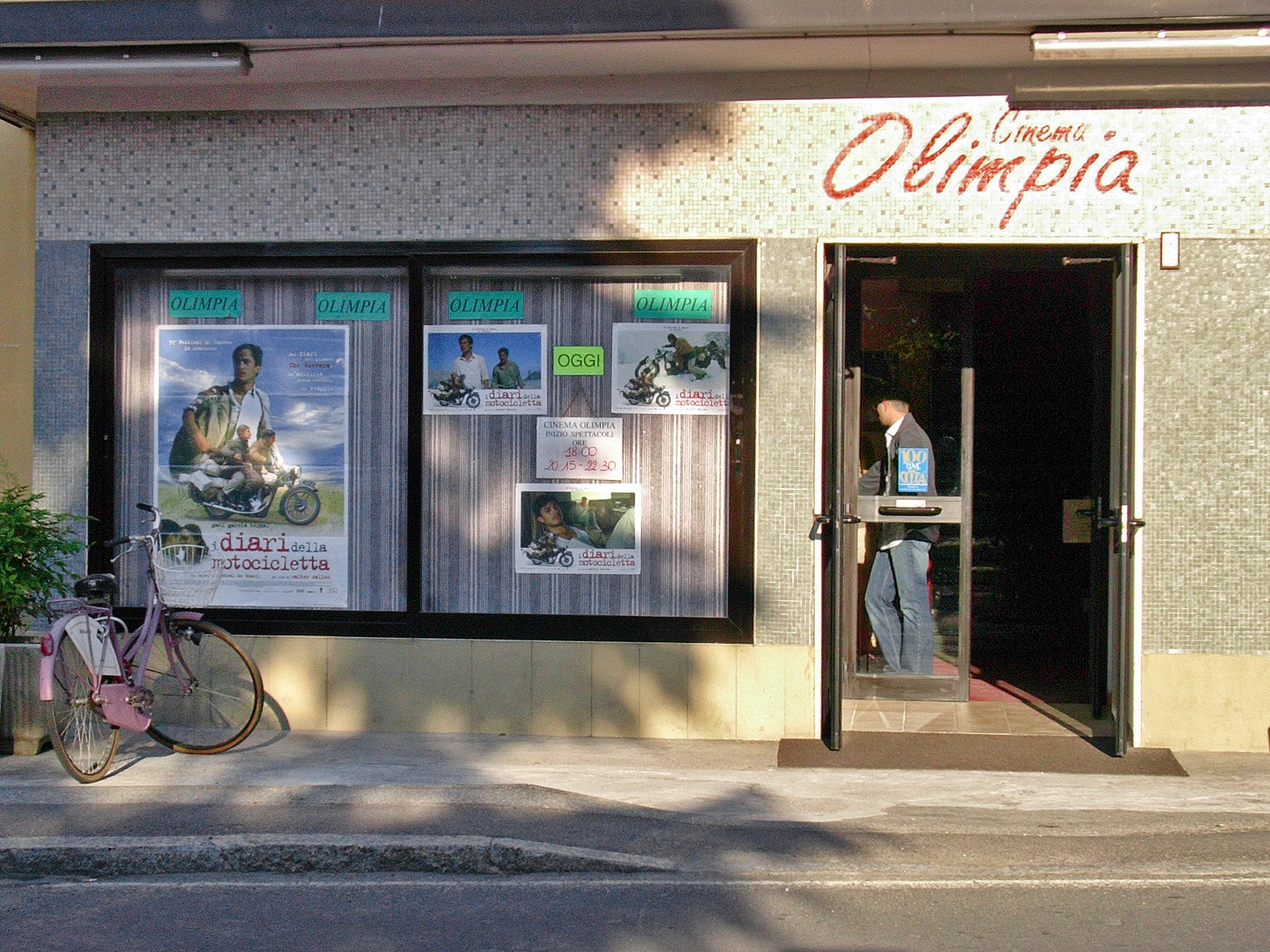
Cinema Olimpia Reggio Emilia

### Altro
- Cinema parrocchiale Olimpia[49], via Alessandro Tassoni
- Libreria UVER[50], viale Ettore Simonazzi

## Infrastrutture e trasporti
Il quartiere è attraversato dalle principali ciclovie che dalla zona meridionale del territorio comunale portano verso il centro della città, fra cui:
- Ciclovia 4 Canali - Centro: Centro storico - Buon Pastore - Parco delle Caprette - Ponte ciclopedonale grigio di via De Sanctis - Canali - Capriolo - Albinea
- Ciclovia Anello II - Circonvallazione intermedia: Santa Croce - Tribunale - Tondo - Regina Pacis - Buon Pastore - Pappagnocca - Ospizio - Santa Croce
- Ciclovia Anello III - Circonvallazione Larga: via Emilia Ovest - via F.lli Cervi - Roncina - Coviolo - Baragalla - Belvedere - Buco del Signore - San Maurizio - via Emilia Est
- Ciclovia A Greenway del Crostolo (Cintura Verde - Parco del Crostolo)[53]: Punta di Roncocesi - Cavazzoli - Via Emilia - Regina Pacis - Ponte del Gattaglio - Ponte di S. Pellegrino - Parco delle Caprette - Baragalla - Reggia di Rivalta - Villa d'Este

Sulla Ciclovia A insiste l'itinerario della Via Matildica del Volto Santo, indicato in loco come sentiero CAI 646, che collega Mantova a Lucca.
La zona è attraversata da diverse linee urbane del trasporto pubblico locale. I principali assi serviti dai mezzi pubblici sono viale Umberto I e l'asse di viale Risorgimento e via Alessandro Tassoni. Le linee collegano con il centro storico, l'area ospedaliera e i quartieri e le frazioni a nord e a sud della via Emilia, oltre che con i comuni di Cavriago e Albinea. È in fase di costruzione un parcheggio scambiatore a ovest di via Rosa Luxemburg.
San Pellegrino è parte di una Zona residenziale a traffico moderato. L'area a est di viale Umberto I, in comune con tutta la zona ospedaliera, è classificata come zona 30 km/h. Dal punto di vista dell'assetto della mobilità, tutta l'area ricade all'interno di una Zona di particolare rilevanza urbanistica.
Il progetto per la realizzazione della tranvia di Reggio Emilia, il cui studio di fattibilità è stato presentato nel 2020 dall'amministrazione comunale ed è in fase di candidatura per il finanziamento presso il Ministero delle infrastrutture e dei trasporti, prevede l'attraversamento longitudinale del quartiere.

## Geografia antropica
Il nucleo storico di San Pellegrino è di origine medievale (sec. IX) e si rifà all'area della chiesa parrocchiale e ai borghi sparsi all'interno del territorio della villa, oltre che al borgo immediatamente prossimo a porta Castello poi abbattuto in seguito della cosiddetta Tagliata. Si tratta di un insediamento costituito da un nucleo lineare, nei pressi della chiesa, e da altri nuclei satelliti che nel corso della seconda metà del '900 sono diventati veri e propri quartieri autonomi: Buon Pastore, Rosta, Pappagnocca, Buco del Signore, Crocetta, Canalina, Nebbiara (oggi Belvedere), Baragalla e parte di Due Maestà. Nell'attuale territorio di San Pellegrino rimangono i vecchi insediamenti e le località di Ca' di Rocco, La Montata, la Cavaliera, il borgo del Ponte (piazza Lepanto) e la Rosta Vecchia.

## Economia
San Pellegrino ha una vocazione prettamente residenziale e terziaria e, in minima parte, ancora agricola ai confini con la frazione di Canali. Le attività terziarie sono collocate principalmente lungo viale Risorgimento, ove ha sede la zona ospedaliera, piazza Lepanto, via Alessandro Tassoni, via Che Guevara e viale Ettore Simonazzi. Nei pressi di via Rosa Luxembourg è in corso di realizzazione un nuovo ipermercato su cui si attesterà un parcheggio scambiatore di collegamento fra la periferia meridionale della città e il centro storico.
Sono presenti cospicue aree pubbliche e private dedicate all'erogazione di servizi alla persona. Fra queste, il presidio ospedaliero provinciale Arcispedale Santa Maria Nuova e i padiglioni annessi, fra cui l'ex ospedale sanatoriale Spallanzani; la casa di riposo per anziani Comunità alloggio Don Angelo Cocconcelli della parrocchia di San Pellegrino e il CEIS - Centro di solidarietà di Reggio Emilia Onlus di via Antonio Urceo detto Codro che, dagli anni '80, si occupa di tossicodipendenze, immigrazione e, dal 2021, welfare per l'infanzia e gli anziani. A San Pellegrino gestisce Casa Flora, un servizio residenziale e semiresidenziale per pazienti affetti da Aids.

## Amministrazione
L'attuale territorio di San Pellegrino dal 1980 al 2009 ha fatto parte della Circoscrizione Quinta e, dal 2009 al 2014, della Circoscrizione Sud. Dal 2014 le circoscrizioni di decentramento amministrativo nelle città con meno di 250 000 abitanti delle regioni a statuto ordinario sono state abolite. Il governo della circoscrizione (che comprendeva anche le frazioni più esterne e i quartieri limitrofi) è sempre stato retto da maggioranze di sinistra, guidate dal PCI e dal PSI e, dal 1995, di centrosinistra.

## Sport
La principale realtà sportiva di San Pellegrino è l'U.S. Santos 1948, storica società parrocchiale, evoluzione del San Pellegrino, che svolge attività nel settore del calcio.
I principali impianti sportivi aperti all'attività agonistica e dilettantistica del quartiere sono:
- Campo di calcio parrocchiale San Pellegrino, via Alessandro Tassoni
- Palestra G.A.M.E. di ginnastica e arti marziali, via Voltaire

All'interno dell'area parrocchiale sono presenti diverse attrezzature ludico-sportive e una pista polivalente.